# 卷丝苣苔
卷丝苣苔（学名：Corallodiscus kingianus）为苦苣苔科珊瑚苣苔属下的一个种。

## 扩展阅读
- 維基物種上的相關：卷丝苣苔